# União das Freguesias de Beja (Santiago Maior e São João Baptista)
União das Freguesias de Beja (Santiago Maior e São João Baptista), kurz Beja (Santiago Maior e São João Batista), ist eine Gemeinde (Freguesia) in Portugal im Kreis (Concelho) von Beja, mit 51,27 km² Fläche und 14.015 Einwohnern (Stand nach Zahlen von 2011). Sie stellt die wichtigste Innenstadtgemeinde der Stadt Beja dar.
Die Gemeinde entstand im Zuge der Administrativen Neuordnung in Portugal am 29. September 2013, durch den Zusammenschluss der vorher eigenständigen Gemeinden Santiago Maior (Beja) und São João Baptista (Beja).